# Berghouata
744–1058
Entités précédentes :
- Califat omeyyade

Entités suivantes :
- Empire almoravide

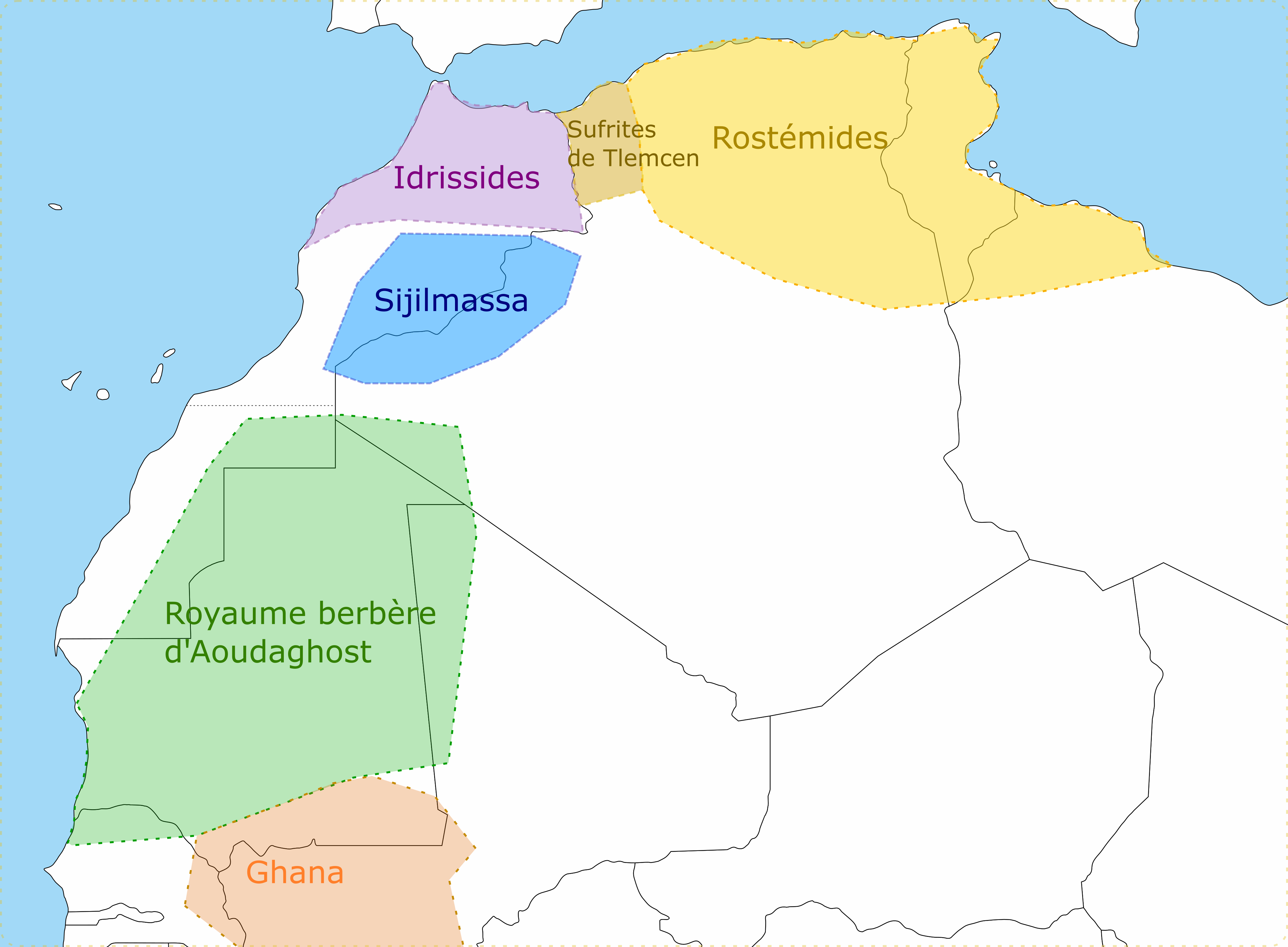
Afrique du Nord-Ouest, vers 800-900

Les Berghouata (ou Barghwata) sont une confédération tribale berbère sur la côte atlantique du Maroc, appartenant à la confédération Masmouda. 
Les Berghouata établirent un État indépendant dans la région de Tamesna sous la direction de Tarif al-Matghari, après s'être alliés à la révolte berbère sufrite kharijite au Maroc contre le califat omeyyade.

## Étymologie
Certains historiens pensent que le terme Berghouata est une déformation phonétique du terme Barbati, un surnom que portait Tarif al-Matghari. On pense qu'il est né dans la région de Barbate, près de Cadix en Espagne. Cependant, Jérôme Carcopino et d'autres historiens pensent que le nom est beaucoup plus ancien et la tribu est la même que celle que les Romains appelaient Baquates, qui vivaient jusqu'au viie siècle, près de Volubilis.

## Histoire
Peu de détails sont connus sur les Berghouatas. La plupart des sources historiques sont largement postérieures à leur règne et présentent souvent un contexte historique contradictoire et confus. Cependant, une tradition semble plus intéressante. Elle vient de Cordoue, en Espagne et son auteur est Abu Salih Zammur le grand prieur des Berghouatas, ambassadeur Berghouata à Cordoue vers le milieu du xe siècle. Cette tradition est considérée comme la plus détaillée concernant cette tribu (cependant, Mohamed Talbi pense qu'elle contient une certaine proportion de mythe ou de propagande). Elle a été rapportée par Al Bakri, Ibn Hazm et Ibn Khaldoun, bien que leurs interprétations comprennent certains points de vue divergents.
Les Berghouatas, avec les Ghomaras et les Meknassas, lancent la grande révolte berbère en 739/40. Ils ont été échaudés par des prédicateurs Sufrites Kharijites, une secte musulmane qui a embrassé une doctrine représentant l'égalitarisme total en opposition à l'aristocratie des Quraych qui s'était accentuée sous le califat omeyyade. Les rebelles ont élu Maysara al-Matghari pour mener leur révolte, et ont réussi à prendre le contrôle de presque tout ce qui est maintenant le Maroc, inspirant de nouvelles rébellions au Maghreb et en al-Andalus. Lors de la bataille de Bagdoura, les rebelles berbères ont annihilé une armée particulièrement forte envoyée par le calife omeyyade de Syrie. Mais l'armée rebelle elle-même a finalement été vaincue dans les faubourgs de Kairouan, en Ifriqiya (actuelle Tunisie), en 741. Dans la foulée, l'alliance rebelle s'est dissoute. Avant même ce dénouement les Berghouatas, en tant que fondateurs de la révolte, étaient devenus mécontents de la tentative des partisans ultérieurs, notamment les chefs Zénètes en alliance avec les commissaires de plus en plus autoritaires Sufrites, de prendre le contrôle de la rébellion. Comme leur objectif principal – la libération de leur peuple de la domination des Omeyyades – avait déjà été atteint, et qu'il y avait peu de chances que le règne omeyyade leur soit à nouveau imposé, les Berghouatas ne virent pas grand intérêt à la poursuite des campagnes militaires. En 742 ou 743, ils se sont désolidarisés de l'alliance rebelle et se sont retirés dans la région du Tamesna, sur la côte atlantique du Maroc, où ils ont fondé leur nouvel état indépendant tout en abandonnant leur mouvement religieux du kharidjisme sufrite.
Les Berghouatas ont régné dans la région du Tamesna pendant plus de trois siècles (744-1058). Sous les successeurs de Salih ibn Tarif, Ilyas ibn Salih (792-842), Yunus (842-888) et Abu Ghufail (888-913), le royaume tribal a été consolidé, et des missionnaires ont été envoyés aux tribus voisines. Après de bonnes relations initiales avec le califat de Cordoue, il y eut une rupture à la fin du xe siècle avec les Omeyyades au pouvoir. Deux incursions omeyyades dont l'Expédition omeyyade contre les Berghouata ainsi que des expéditions des Fatimides, ont été écrasées par les Berghouatas. À partir du xie siècle une guerre de guérilla intensive s'installa avec les Banou Ifren. Même si les Berghouatas furent ensuite beaucoup affaiblis (Al Bakri déclare même qu'ils ont été anéantis en 1029, bien que cela soit en contradiction avec ce qu'il a lui-même déclaré à propos de leurs batailles contre les Almoravides), ils étaient encore capables de repousser les attaques Almoravides (le chef spirituel des Almoravides, Ibn Yasin, tomba au combat contre eux en 1058). Ce n'est qu'en 1149 que les Berghouatas furent éliminés par les Almohades en tant que groupe politique et religieux.

### Rois des Berghouatas
- Tarif al-Matghari
- Saleh ben Tarif
- Ilyas ben Saleh
- Younes ben Ilyas
- Abou Ghafir Mohammed
- Abou al-Ansar Abdellah
- Abou Mansour Issa
- Abou Hafs Abdellah

### Tribus de la Confédération des Berghouatas
Tribus ayant adopté la religion de Saleh
| - Gerawa - Zouagha - Branès - Banu Abi Nacer | - Menjasa - Banu Abi Nuh - Banu Waghmar - Matghara | - Banu Borgh - Banu Derr - Matmata - Banu Zaksent |

Tribus kharidjites
| - Zenata-Jbal - Banu Bellit - Nemala - Ounsent - Banu Ifren - Banu Naghit | - Banu Nuaman - Banu Fallusa - Banu Kuna - Banu Sebker - Assada - Regana | - Azmin - Manada - Masina - Resana - Trara |

Certaines tribus de la Confédération, tel les Branès, Matmata, Ifren et Trara, sont des fractions appartenant à des groupes tribaux plus larges et seules les fractions établies dans la Tamesna ont rejoint les Berghouatas.

## Religion
Sous le règne de Saleh Ibn Tarif, qui se prétend prophète et prend le nom de Saleh el-Mouminine (vertueux parmi les croyants), le Royaume des Berghouatas développe une religion inspirée de l'islam mais comportant une forte influence du judaïsme (on pense que Saleh Ibn Tarif était un juif né dans la péninsule ibérique), dotée de son propre Coran en langue berbère ayant 80 sourates. Saleh se proclame également dernier Mahdi et affirme que Jésus était son compagnon.
La religion de Saleh a été adoptée par 12 tribus parmi les 29 constituant la Confédération, les 17 restantes restant fidèle à l'islam kharidjite.

### Doctrine de Saleh
La ''doctrine de Saleh'' cherchait sa justification dans le Saleh el-Mouminine mentionné dans le Coran (sourate 66 -Al Tahrim/L'interdiction-, verset 4) et consistait à reconnaître la mission divine de tous les prophètes et celle de Saleh lui-même. Cette nouvelle religion s'est ainsi construite sur une base ressemblant à l'islam mais avec de nombreuses altérations et avec un ancrage berbère et local :
- Le Coran, que Saleh composa en berbère, comprenait quatre-vingts sourates, ayant pour la plupart comme titre le nom d’un prophète.
- Le jeûne se faisait pendant le mois de Redjeb à la place de ramadan. Passer un certain jour de la semaine à jeun était aussi prévu.
- l’aumône était la dîme (10 %) de tous les grains.
- la prière se faisait cinq fois par jour et cinq fois par nuit. La manière de faire les ablutions était également définie et il n’y avait ni appel (ad’an) ni introduction à la prière (iqâmah)

Allahu akbar se prononçait « A-esm en-Iakoch » (au nom de Dieu), puis « Mokkor Iakoch » (Dieu est grand).
À la fin de la prière, les adeptes prononçaient dans leur langue cette formule : « Dieu est au-dessus de nous ; rien de ce qui est sur la terre et au ciel ne lui est caché ». Ils répétaient ensuite en berbère : « Moqqor Iakoch » (Dieu grand) ; autant de fois « Ihan (Ian) Iakoch » (Dieu est un) et « Our d-am Iakoch » (personne comme Dieu).
Comme dans la religion de Ha-Mim, l'œuf, la tête de tout animal et le poisson non-égorgé et vidé étaient proscrits.
Quant au mariage, il n'y avait pas de limite de nombre de femmes mais il était interdit aux fidèles d’épouser des femmes musulmanes ou de donner leurs filles à des musulmans.
Par ailleurs, la salive de leur prophète attirait les bénédictions divines et était considérée comme un remède infaillible (croyance qui persiste encore chez certains marabouts). Enfin, ils étaient très intéressés par l'astronomie.